# The Haunted Made Me Do It
Made Me Do It è il secondo album dei The Haunted, pubblicato il 27 ottobre 2000.
È stato ripubblicato nel 2001 con l'album live Live Rounds in Tokyo, come CD bonus.

## Tracce
1. Dark Intentions – 1:30
2. Bury Your Dead – 3:07
3. Trespass – 3:40
4. Leech – 4:39
5. Hollow Ground – 4:10
6. Revelation – 1:35
7. The World Burns – 4:10
8. Human Debris – 3:01
9. Silencer – 3:04
10. Under the Surface – 4:13
11. Victim Iced – 2:56

## Formazione
- Marco Aro - voce
- Anders Björler - Prima Chitarra
- Patrick Jensen - chitarra ritmica
- Jonas Björler - basso
- Per Möller Jensen - batteria